# Jutta Vogelgesang
Jutta Vogelgesang (verheiratete Jutta Graf) (* 11. Juli 1968 in Bad Godesberg) ist eine ehemalige deutsche Basketballspielerin.

## Laufbahn
Vogelgesang war mit der bundesdeutschen Auswahl Teilnehmerin des Kadettinneneuropameisterschaft im Jahr 1985 und der Juniorinnen-EM ein Jahr später. Mitte der 1980er Jahre weilte sie zeitweilig in den Vereinigten Staaten und spielte für die Schulauswahl der Grand Blanc High School im Bundesstaat Michigan. Im späteren Verlauf ihrer Basketballkarriere bestritt sie 64 A-Länderspiele: Das erste Ende Mai 1987, das letzte im Juni 1993, die Gegner waren in beiden Fällen die Niederlande. 1991 nahm Vogelgesang, die Rechtswissenschaft studierte, als Teil der deutschen Studentenauswahl an der Universiade teil.
Auf Vereinsebene spielte Vogelgesang bis 1994 mit dem TSV Bayer 04 Leverkusen in der Bundesliga sowie anschließend bis 1996 ebenfalls in der höchsten deutschen Spielklasse beim TV Bensberg. Ab 1999 spielte sie mit der BG Rentrop Bonn erneut in der Bundesliga.
Mit der BG Köln trat sie bei Basketball-Seniorenmeisterschaften an.